# Gintarė Gaivenytė
Gintarė Gaivenytė (ur. 23 kwietnia 1986 w Ucianie) – litewska kolarka torowa, dwukrotna medalistka mistrzostw świata.

## Kariera
Pierwszy sukces w karierze Gintarė Gaivenytė osiągnęła w 2009 roku, kiedy wraz z Simoną Krupeckaitė wywalczyła brązowy medal w sprincie drużynowym podczas mistrzostw świata w Pruszkowie. Sukces ten Litwinki w tym samym składzie powtórzyły także na mistrzostwach świata w Kopenhadze w 2010 roku. W stolicy Danii Gaivenytė była ponadto osiemnasta w wyścigu na 500 m, a rywalizację w sprincie indywidualnym ukończyła na 27 pozycji.